# 妮基·汉布林
妮基·汉布林（英語：Nikki Hamblin，1988年5月20日—），新西兰女子田径运动员。她曾代表新西兰参加2010年和2014年英联邦运动会田径比赛，获得二枚银牌。她也曾参加2016年夏季奥运会。